# Nemaschema lamberti
Nemaschema lamberti är en skalbaggsart som först beskrevs av Xavier Montrouzier 1861.  Nemaschema lamberti ingår i släktet Nemaschema och familjen långhorningar. Inga underarter finns listade i Catalogue of Life.